# Synagogue de Cannes
La synagogue de Cannes est une synagogue située dans la ville française de Cannes dans le département des Alpes-Maritimes en région Provence-Alpes-Côte d'Azur. Elle a été construite en 1952 et fut agrandie en septembre 1991.